# Robin Gregory
Robin Marshall Gregory (geb. 1936 in Chester, Cheshire, England; gest. 2004 in Truro, Cornwall, England) war ein britischer Tonmeister.

## Leben
Gregory begann seine Karriere Mitte der 1960er Jahre, sein Debüt war 1964 das Drama Die erste Nacht mit Peter Finch in der Hauptrolle. 1966 arbeitete er als Tontechniker an Michelangelo Antonionis Kultfilm Blow Up, zwei Jahre später an Stanley Kubricks 2001: Odyssee im Weltraum, einem weiteren Kultfilm der 1960er Jahre. Nach einigen weiteren britischen Produktionen erhielt er 1978 gemeinsam mit Walter Goss, Rick Alexander und Tom Beckert eine Oscar-Nominierung in der Kategorie Bester Ton für den Hollywood-Thriller Die Tiefe von Peter Yates. 1982 war er für Peter Hyams britischen Science-Fiction-Western Outland – Planet der Verdammten ein weiteres Mal für den Oscar nominiert, diesmal zusammen mit John Wilkinson, Robert W. Glass Jr. und Robert Thirlwell.
Gregory war auch gelegentlich für das Fernsehen tätig, unter anderem an der Miniserie Der Feuersturm. Hierfür erhielt er zwei seiner insgesamt drei Primetime-Emmy-Nominierungen. Er konnte jedoch diese Auszeichnung ebenso wenig gewinnen wie den Oscar. Ende der 1980er Jahre zog er sich aus dem Filmgeschäft zurück.

## Filmografie (Auswahl)
- 1966: Blow Up (Blowup)
- 1968: 2001: Odyssee im Weltraum (2001: A Space Odyssey)
- 1973: The Wicker Man
- 1975: Unternehmen Rosebud (Rosebud)
- 1976: Der Adler ist gelandet (The Eagle Has Landed)
- 1977: Die Tiefe (The Deep)
- 1978: Der wilde Haufen von Navarone (Force 10 from Navarone)
- 1979: Das tödliche Dreieck (Hanover Street)
- 1980: Der Elefantenmensch (The Elephant Man)
- 1981: Kampf der Titanen (Clash of the Titans)
- 1981: Outland – Planet der Verdammten (Outland)
- 1984: Angriff ist die beste Verteidigung (Best Defense)
- 1984: Supergirl
- 1986: Half Moon Street
- 1989: Leviathan

## Auszeichnungen
- 1978: Oscar-Nominierung in der Kategorie Bester Ton für Die Tiefe
- 1982: Oscar-Nominierung in der Kategorie Bester Ton für Outland – Planet der Verdammten